# Пан Твардовський

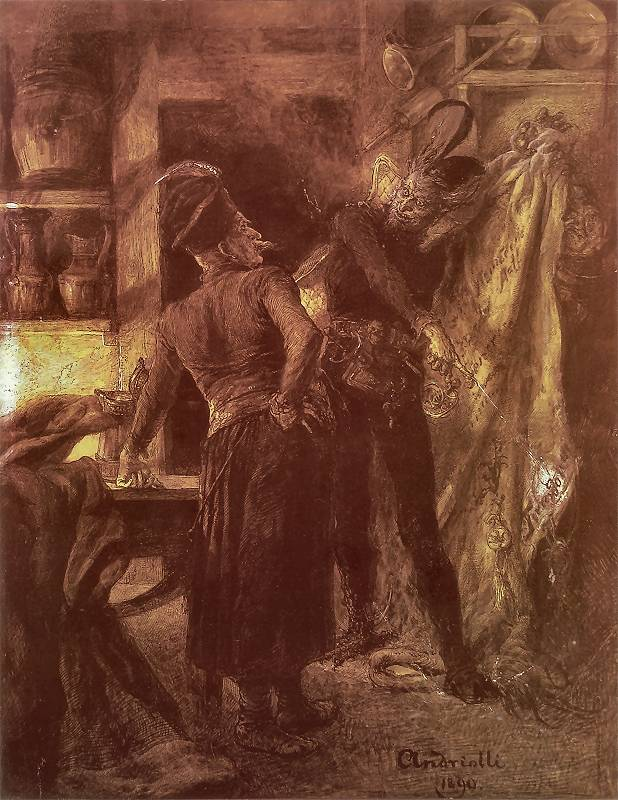
М. Е. Андріоллі. Пан Твардовський та диявол.

Пан Твардовський (пол. Pan Twardowski) — герой польського фольклору та літератури, подібний до фігури Фауста в німецькій літературі; чародійник, що уклав угоду з дияволом. Подібно до Фауста, пан Твардовський продав свою душу в обмін на надприродні здібності, але, на відміну від героя Гете, його спіткав трагічний кінець. Легенда про пана Твардовського існує в різноманітних версіях та покладена в основу літературних творів багатьох авторів, включно з Адамом Міцкевичем та Петром Гулак-Артемовським.

## Легенда

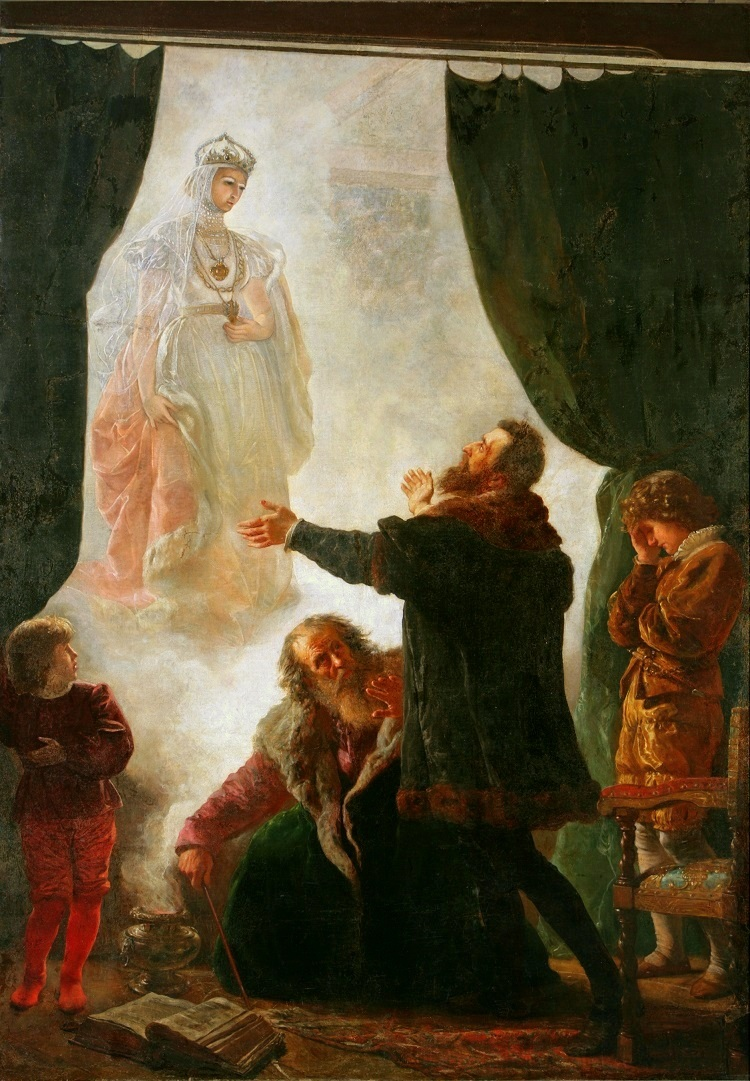
Войцех Герсон. Пан Твардовський викликає дух Варвари Радзивілівни

Відповідно до старовинної легенди, Твардовський був польським шляхтичем, що жив у Кракові в XVI столітті. Він продав свою душу дияволу в обмін на велике знання та магічні здібності. Втім, Твардовський хотів перехитрити диявола. Він вніс до угоди окремий пункт, за яким диявол міг забрати його душу до Пекла лише тоді, коли Твардовський поїде до Риму; робити це чорнокнижник не збирався ніколи. За іншим варіантом історії, Твардовський ще дитиною був проданий дияволу власним батьком.
За допомогою диявола пан Твардовський швидко зажив багатства й слави. Врешті-решт він опинився при дворі короля Сигізмунда Августа, що знаходив розраду в магії та астрології після смерті своєї коханої дружини, Варвари Радзивілівни. Щоб втішити скорботного короля, пан Твардовський нібито викликав дух покійної королеви за допомогою магічного дзеркала. Чарівник також написав дві книги, надиктовані йому дияволом — книгу з магії та енциклопедію.
Роками пан Твардовський ухилявся від своєї долі, але зрештою диявол зміг обдурити його: він схопив мага в корчмі, що, як виявилося, мала назву «Рим». Схоплений дияволом, Твардовський почав молитися Діві Марії, яка змусила диявола кинути свою жертву на півдорозі до Пекла. Твардовський опинився на Місяці, де він живе донині. Єдиний його супутник — це його приятель, якого він колись перетворив на павука; час від часу той спускається на павутинні донизу та приносить Твардовському новини з Землі.

## Історичний прототип Твардовського
На думку деяких істориків, легенда ґрунтується на постаті реального окультиста XVI століття. Згідно з однією з теорій, реальний Твардовський був німецьким дворянином, що народився у Нюрнберзі та навчався у Віттенберзі до прибуття у Краків. Його ймовірне ім'я Лаврентій Дур (Laurentius Dhur) було латинізовано як Durus (лат. «твердий») або Durentius, що в польській адаптації стало звучати як Твардовський. За іншим припущенням, прототипом легенди є життя Джона Ді або його компаньйона Едварда Келлі, які обидва жили в Кракові в той час.
Іноді наводиться особисте ім'я Твардовського — Ян, хоча у більшості версій його ім'я не згадується взагалі.

## Образ пана Твардовського в літературі, музиці та кінематографі
Легенда про пана Твардовського була джерелом натхнення польських, українських, російських, німецьких поетів, письменників, композиторів, режисерів тощо.
Одним із найвідоміших літературних творів за участю пана Твардовського є гумористична балада Адама Міцкевича «Пані Твардовська» (1822). У цій версії історії Твардовський погоджується бути взятим до Пекла за умови, що диявол проживе рік із його дружиною, пані Твардовською. Диявол, однак, воліє втекти, і таким чином пана Твардовського врятовано. Станіслав Монюшко написав музику до балади у 1869 р.
Інші твори, що ґрунтуються на легенді, включають, зокрема, такі:
- Пан Твардовский, опера Олексія Верстовського, лібретто Михайла Загоскіна (1828);
- Пан Твардовский, оповідання Михайла Загоскіна (1834);
- Mistrz Twardowski [Майстер Твардовський], роман Юзефа Ігнація Крашевського (1840);
- Твардовський, балада Петра Гулак-Артемовського;
- Szlachcic Zawalnia, czyli Białoruś w fantastycznych opowiadaniach [Шляхтич Завальня, або Білорусь у фантастичних оповіданнях] Яна Барщевського (1844—1846) — чорнокнижник Твардовський фігурує в одній з оповідей;
- Pan Twardowski, балет, автор Adolf Gustaw Sonnenfeld (1874);
- Mistrz Twardowski, вірш, автор Leopold Staff (1902);
- Pan Twardowski, балада, автор Lucjan Rydel (1906);
- Pan Tvardovsky, фільм, реж. Ladislas Starevich (1917);
- Pan Twardowski, балет, автор Ludomir Różycki (1921);
- Pan Twardowski, фільм, реж. Wiktor Biegański (1921);
- Pan Twardowski, czarnoksiężnik polski [Пан Твардовський, польський чорнокнижник], роман, автор Wacław Sieroszewski (1930);
- Пан Твардовський, фільм, реж. Генрик Шаро (1936);
- Pan Twardowski oder Der Polnische Faust [Пан Твардовський або Польський Фауст], роман, автор Matthias Werner Kruse (1981);
- Dzieje Mistrza Twardowskiego [Історія Майстра Твардовського], фільм, реж. Krzysztof Gradowski (1995).
- Twardowsky. Legendy Polskie [Твардовський. Польські легенди], короткометражний фільм стилю SciFi, реж. Томаш Багінський (2015).

Пан Твардовський також є популярним персонажем у народному мистецтві Краківського регіону. Він представлений, зокрема, в деяких знаменитих Краківських шопках. Зазвичай він зображується як шляхтич, що скаче верхи на півні або стоїть на місяці.

## Місця, пов'язані з паном Твардовським
Кажуть, що пан Твардовський жив у Кракові, тодішній столиці Польщі, або неподалік від нього. Чорнокнижник міг жити десь у центрі міста, або по інший бік Вісли у селищі Кшемьонки (нині частина Кракова).
У найстарішому з корпусів Ягеллонського університету (Краків), так званому «Collegium Maius», зберігся лекторій, який, за легендами, відвідували пан Твардовський та доктор Фауст у пошуках знань. Нині це приміщення є частиною університетського музею, там розташовано Зал алхімії.
У Польщі існує ряд готелів та пабів із назвою «Рим» («Rzym»), що претендують на роль місця, де пан Твардовський зустрівся з дияволом. Історія найстарішого з них сягає кінця XVII століття — близько ста років після часів Твардовського.

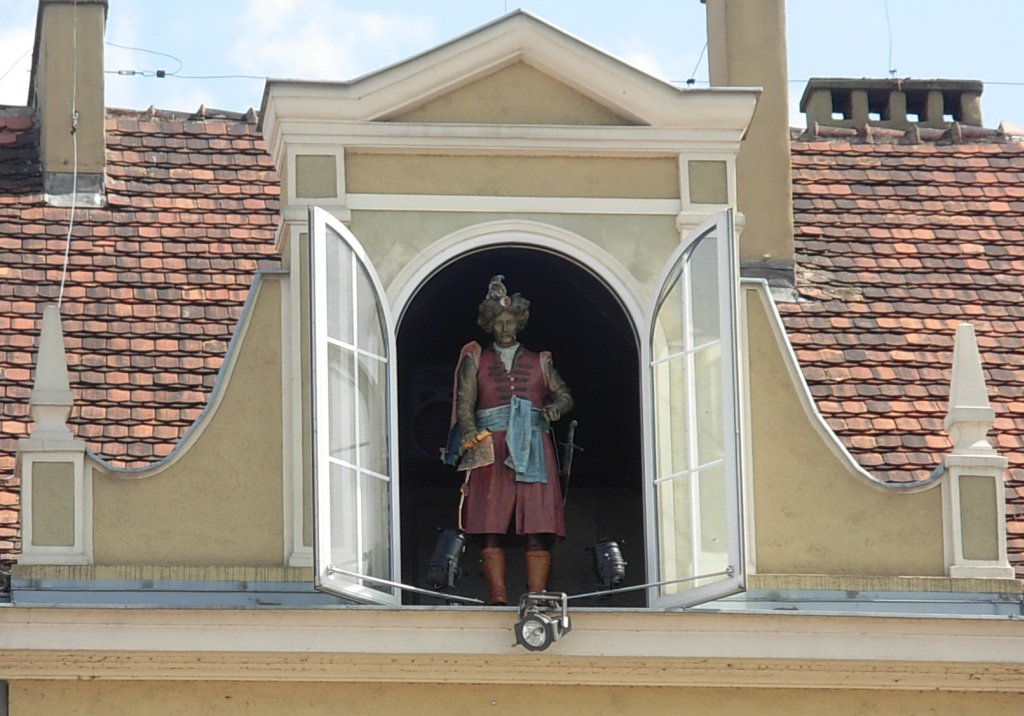
Фігура пана Твардовського у Бидгощі

У ризниці церкви у Венгруві висить полірована металева пластина, яка вважається магічним дзеркалом, що колись належало пану Твардовському. Згідно з легендою, у дзеркалі можна було побачити події майбутнього, поки у 1812 р. його не було зламано імператором Франції Наполеоном Бонапартом, коли той побачив свою майбутню поразку у війні з Росією та падіння своєї імперії.
Також кажуть, що Пан Твардовський провів деякий час у місті Бидгощі, де на пам'ять про нього у вікні будинку з видом на Старе місто було встановлено його фігуру. У 13:13 і 21:13 вікно відчиняється, і під акомпанемент чудернацької музики та диявольський сміх з'являється пан Твардовський. Він робить уклін, махає рукою, а потім зникає. Це маленьке видовище збирає натовп веселих глядачів.